# Men Meur

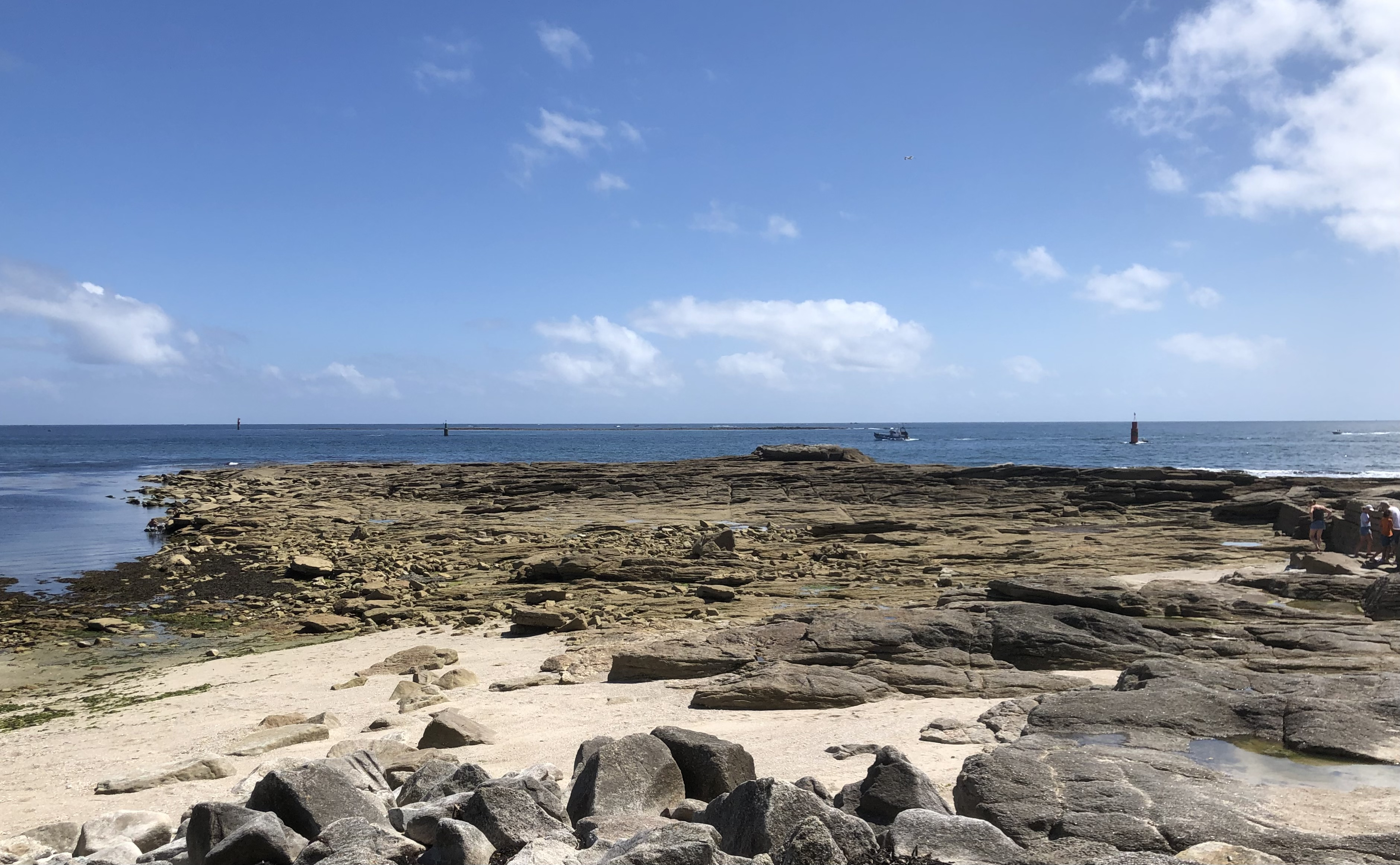
Blick bei Ebbe von der Landseite über Men Meur in südöstliche Richtung, 2022

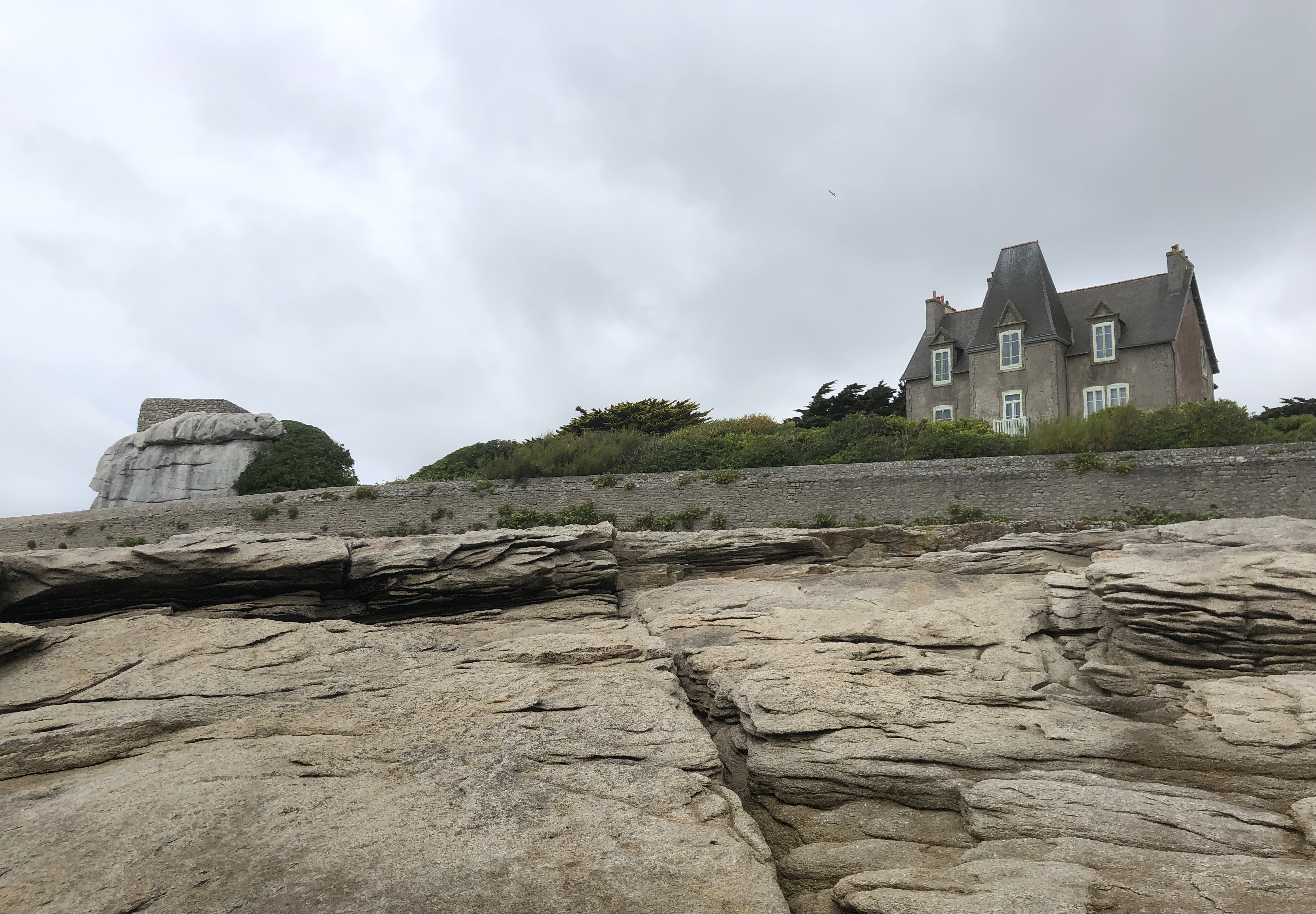
Blick landeinwärts auf Felsen mit privatem Aussichtspunkt (links) und ein Gebäude des Anwesens

Men Meur ist ein Kap im französischen Département Finistère in der Bretagne an der Biskaya. Auch die Schreibweise Men-Meur ist gebräuchlich.
Es befindet sich an der Südküste der Bretagne, westlich der Ortslage von Guilvinec. Während sich östlich des Kaps der Hafen Guilvinec erstreckt, schließt sich nordwestlich eine langgezogene sandige Bucht an. Südöstlich liegt das Felsenriff Karek Hir.
Das Kap selbst ist felsig. Bei Ebbe liegt ein großflächiger Felsen frei, der bei Flut bis auf einige große Steine von Wasser bedeckt ist. Etwas landeinwärts befindet sich auf Men Meur ein großes von einer Mauer umgebenes Anwesen mit dichtem Baumbestand. Markant ist ein an der Südwestspitze des Anwesens befindlicher hoher Felsen, der durch einen gemauerten Aussichtspunkt bekrönt wird, der allerdings nicht öffentlich zugänglich ist.
Vom Ortszentrum Guilvinecs aus führt die Straße Rue de Men-Meur zum Kap. Unmittelbar an der Straße befindet sich ein kleiner Rastplatz mit Parkplatz, Bänken und einer Erläuterungstafel.
Vom Mittelalter bis in das 17. Jahrhundert diente der Felsen auch als Steinbruch zur Gewinnung von Sockeln für in der Region aufgestellte Kreuze bzw. Meilensteine. Abbauspuren sind noch zu erkennen. Darüber hinaus sind Reste historischer Trockenmauern zu erkennen. Sie dienten als Seewassertanks für die örtliche Fischkonservenfabrikation ab den 1880er Jahren. Zu erkennen sind auch die Reste eines Algenofens und einer alten Rampe für ein Rettungsboot.